# Gryposaurus notabilis
Gryposaurus notabilis es una especie y tipo del género extinto Gryposaurus dinosaurio ornitópodo, hadrosáurido,  que vivió a finales del periodo Cretácico hace aproximadamente entre 83 y 70 millones de años, en el Campaniense, en lo que hoy es Norteamérica. Es la especie tipo del género, sus restros provienen de la Formación Dinosaur Park de Alberta, Canadá y fue descrita por Lambe en 1914. La formacíon en la que se enconto esta datada del Campaniense tardío, Ahora se piensa que otra especie de la misma formación, Kritosaurus incurvimanus, también conocida como Gryposaurus incurvimanus, es un sinónimo de G. notabilis. Diez cráneos completos y doce cráneos fragmentarias son conocidos de G. notabilis junto con material postcraneal. Así como con dos esqueletos con cráneos que habían sido asignados a K. incurvimanus.